# Хајлигенмошел
Хајлигенмошел (њем. Heiligenmoschel) општина је у њемачкој савезној држави Рајна-Палатинат. Једно је од 50 општинских средишта округа Кајзерслаутерн. Према процјени из 2010. у општини је живјело 695 становника. Посједује регионалну шифру (AGS) 7335013.

## Географски и демографски подаци
Хајлигенмошел се налази у савезној држави Рајна-Палатинат у округу Кајзерслаутерн. Општина се налази на надморској висини од 297 метара. Површина општине износи 8,7 km². У самом мјесту је, према процјени из 2010. године, живјело 695 становника. Просјечна густина становништва износи 80 становника/km².